# شهداي ناوة (غيفان)
شهداي ناوة (بالفارسية: شهدای ناوه) هي قرية تقع في إيران في قسم غیفان الريفي. يقدر عدد سكانها بـ 605 نسمة .